# Edison Plaza
Der Edison Plaza ist ein Bürogebäude in der texanischen Stadt Beaumont. Mit 77 Metern und 17 Stockwerken ist es das höchste Gebäude der Stadt. Ursprünglich wurde es als Hauptsitz von Gulf States Utilities gebaut, diente dann aber deren Nachfolger Entergy. Diese sind jedoch nicht mehr Eigentümer und vermieten vier Stockwerke. Aufgrund dieser Tatsache machte sich in der Stadt Kritik breit, dass das Gebäude nicht im Sinne der Stadt sei, da es ein zu hohes Angebot an Büroräumen stelle, wonach die Nachfrage aber gar nicht bestünde. Nur etwa 20 % der Büroflächen sind vermietet.
Zusätzlich zu den Bürofläche beinhaltet es auch ein Museum, welches Thomas Edison gewidmet ist.
Während des Hurrikans Rita im Jahre 2005 diente es als Hauptzentrale, Sammelstelle und Koordinierungstation für Arbeiten in Folge des Hurrikans innerhalb von Texas.